# Molfetta Sportiva 1956-1957
Questa voce raccoglie le informazioni riguardanti la Molfetta Sportiva nelle competizioni ufficiali della stagione 1956-1957.

## Rosa
| N. |                   | Ruolo | Calciatore           |
| -- | ----------------- | ----- | -------------------- |
|    | Italia (bandiera) | C     | Ermanno Bartoli      |
|    | Italia (bandiera) | C     | Walter Beretta       |
|    | Italia (bandiera) | A     | Enrico Borrella      |
|    | Italia (bandiera) | A     | Girolamo Carlucci    |
|    | Italia (bandiera) | A     | Francesco Cergoli    |
|    | Italia (bandiera) | A     | Andrea Colombo       |
|    | Italia (bandiera) | A     | Giuseppe Costa       |
|    | Italia (bandiera) | C     | Anselmo De Ceglia    |
|    | Italia (bandiera) | D     | Umberto Ermanni      |
|    | Italia (bandiera) | A     | Farina               |
|    | Italia (bandiera) | A     | Augusto Ferrante     |
|    | Italia (bandiera) | C     | Mario Gobatto        |
|    | Italia (bandiera) | A     | Francesco Massarelli |

| N. |                   | Ruolo | Calciatore            |
| -- | ----------------- | ----- | --------------------- |
|    | Italia (bandiera) | C     | Mariano Melonari      |
|    | Italia (bandiera) | D     | Melonaro (II)         |
|    | Italia (bandiera) | C     | Vasco Molinari        |
|    | Italia (bandiera) | C     | Vito Montrone         |
|    | Italia (bandiera) | P     | Silvano Palestini     |
|    | Italia (bandiera) | A     | Peruzzi               |
|    | Italia (bandiera) | C     | Giuliano Rubini       |
|    | Italia (bandiera) | C     | Sergio Sala           |
|    | Italia (bandiera) | P     | Luciano Taddio        |
|    | Italia (bandiera) | C     | Pasquale Trabucco     |
|    | Italia (bandiera) | D     | Graziano Vannozzi     |
|    | Italia (bandiera) | C     | Piergianni Verrocchio |